# خيدو فان روسم
خيدو ڤان روسم (بالهولندية: Guido van Rossum) هو مبرمج هولندي يُعرف بأنه مبتكر لغة البرمجة بايثون. في مجتمع بايثون، عرف خيدو بأنه «دكتاتور خيري مدى الحياة» بمعني أنه يستمر بمراقبة تقدم تطور بايثون، متخذاً القرارات عند الحاجة حتى تنازل عن هذا المنصب في 12 يونيو 2018. يعمل حاليًا في غوغل، حيث يقضي جزءًا من وقته في تطوير بايثون.

## سيرته
ولد ڤان روسم في هولندا ، حيث تسلم رسالة الماجستير من جامعة أمستردام في عام 1982. ثم عمل في معاهد بحثية مختلفة، منها المعهد القومي لأبحاث الرياضيات وعلوم الحاسب بأمستردام ، والمعهد القومي للمعايير والتكنولوجيا وغيرهما.

## بداية بايثون
عن بدايات لغة بايثون، كتب ڤان روسم في عام 1996:
| ” | منذ ما يزيد عن ستة أعوام ، في ديسمبر 1989 ، كنت أبحث عن مشروع برمجي كهواية تبقيني مشغولاً خلال أسبوع عيد الميلاد. مكتبي سوف يكون مغلقاً ، لكن لدي جهاز كمبيوتر في منزلي ، وليس لدي المزيد. قررت أن أكتب مفسر للغة برمجة جديدة كنت أفكر بها مؤخراً : مشتقة من لغة أي بي سي التي سوف تروق لمحترفي يونكس وسي. اخترت بايثون كاسم للعمل على المشروع لأني كنت منحرف المزاج قليلاً (ولأني معجب كبير بالبرنامج الإذاعي سيرك مونتي بايثون الطائر). | “ |